# Léon-Auguste Michelez
Léon-Auguste Michelez est un peintre français né à Paris le 7 mai 1830 et mort à Lardy le 30 septembre 1899.

## Biographie
Né à Paris, élève d'Émile Lambinet et d'Hippolyte Lazerges, on lui doit des paysages. Il participe au Salon de 1857 et sa trace est ensuite perdue. 

## Œuvres
- Bords de la Creuse
- Châtaigneraie
- Le Ruisseau
- Parc de Gilvois